# ルネサンス

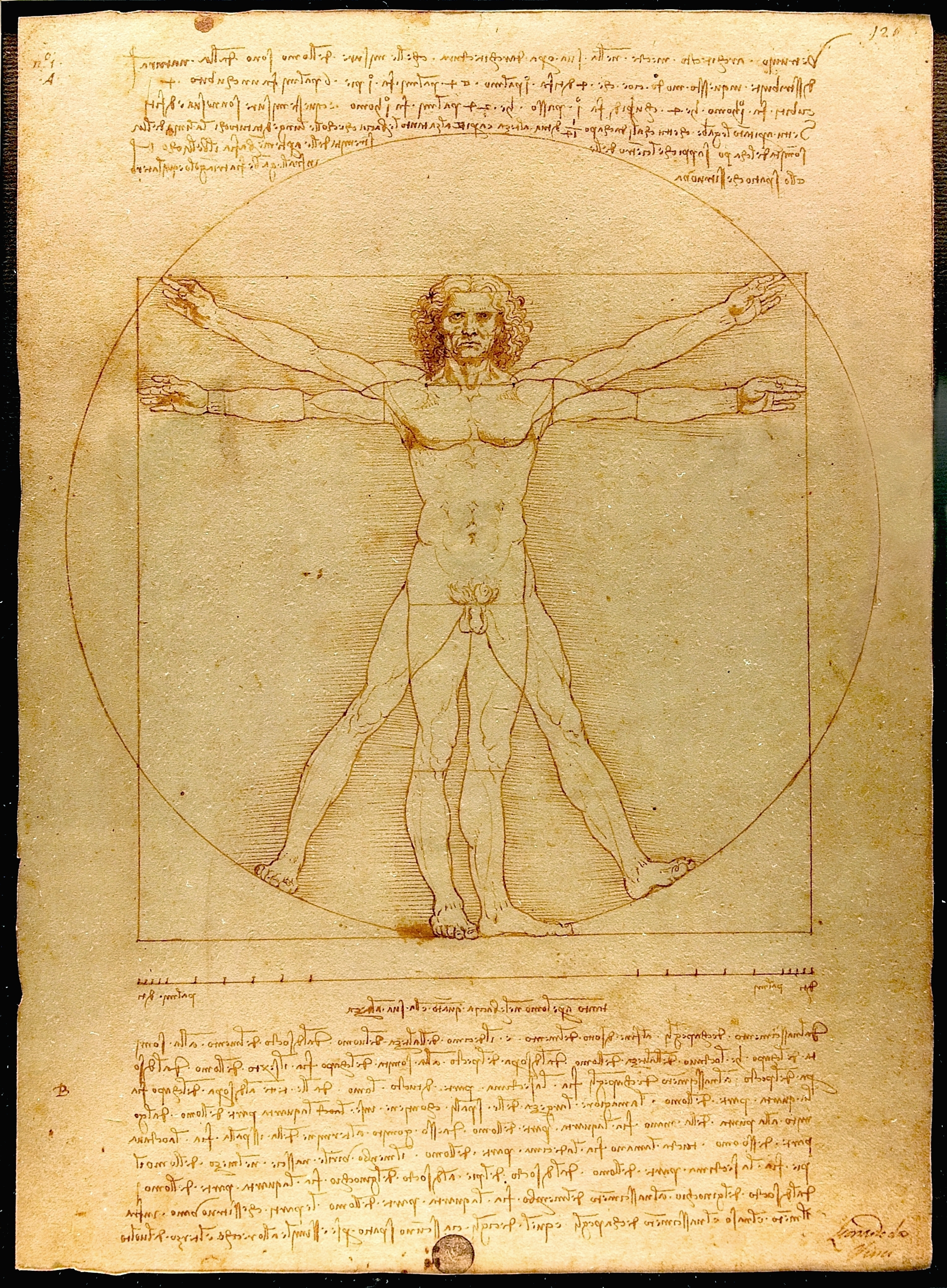
人体図、科学と芸術の統合

ルネサンス（仏: Renaissance　伊：Rinascimento）は、「再生」「復活」などを意味するフランス語であり、一義的には古典古代（ギリシア、ローマ）の文化を復興しようとする文化運動。14世紀にイタリアで始まり、やがて西ヨーロッパ各国に広まった（文化運動としてのルネサンス）。また、これらの時代（14世紀 - 16世紀）を指すこともある（時代区分としてのルネサンス）。
日本では長らく文芸復興と訳されており、ルネサンスの時代を「復興期」と呼ぶこともあったが、文芸に限らず広義に使われるため、現在では訳語として文芸復興という言葉はあまり使われない。ルネッサンスとも表記されるが、現在の歴史学、美術史等ではルネサンスという表記が一般的である。

## 定義
ルネサンス Renaissance という語は「再生」（re- 再び + naissance 誕生）を意味するフランス語で、19世紀のフランスの歴史家ジュール・ミシュレが『フランス史』第7巻（1855年）に‘Renaissance’という標題を付け、初めて学問的に使用した。続くスイスのヤーコプ・ブルクハルトによる『イタリア・ルネサンスの文化』Die Kultur der Renaissance in Italien（1860年）によって、決定的に認知されるようになった概念である。
「ルネサンスの用語例は8，9世紀にすでに見られ、その時期に残存する古典古代文化の復興の努力をさしたと言われる」。その後、ルネサンスに相当する言葉は16世紀から用いられており、ジョルジョ・ヴァザーリの『画家・彫刻家・建築家列伝』に現れた rinascita（再生）の語に直接的な起源があると思われるが、「再生」という意識そのものは、はやくも14世紀の最大の詩人ダンテ・アリギエーリやペトラルカの著作に見られ、文化的に大きな影響を与えた。
ところで、論者によってルネサンスの定義は、しばしば大きく異なる。文化運動を指す場合と時代区分を指す場合でしばしば混乱が生じる（例えばルネサンス音楽の項目を参照）。ブルクハルトの時代には、ルネサンスは極めて明瞭に区分できると思われていたが、その後、特にゲルマン系学者による中世の再評価が行われた結果、ルネサンスを特徴づけると考えられていた事象（古典古代の文化の復興）の多くが、中世にも存在していたことが明らかになった。9世紀のフランク王国の「カロリング朝ルネサンス」や、10世紀東ローマ帝国（ビザンツ帝国）の「マケドニア朝ルネサンス」および帝国末期の「パレオロゴス朝ルネサンス」、西ヨーロッパにおける「12世紀ルネサンス」などである。これらによって、中世とルネサンスを明確に峻別することは困難になったのである。ルネサンスが近代の始まりなのか、それとも中世の範囲になるのか、という点についても論議が続いている。他にヨーロッパ中心の西洋史の歴史観であることを批判する論者もいる。ルネサンス（再生、復興）はヨーロッパをローマ帝国の後継者とみなす西洋を中心とするローマ帝国の後継史観に基づくものだが、ローマ帝国はオリエントの一部であり、当時ヨーロッパと呼ぶべき世界はまだ成立していない（ヨーロッパ世界の始まりはカール大帝がローマ教皇から帝冠を授かる800年）とする見方である。
ただし、14世紀から15世紀のイタリア半島でイタリアの諸都市で大きな文化の変革運動が起こり、ヨーロッパ各国に大きな影響力を及ぼしたこと自体を否定する論者はいない。本項では、古代ギリシア・ローマの学問・知識の復興を目指す文化運動がイタリアで興り、やがてヨーロッパ各国に波及したと捉えておく。
イタリア・ルネサンスの時期としてはおおむね14世紀中頃のペスト流行以降、宗教改革後のトリエント公会議（1545年-1563年）までが想定される。

## 他文化との関係

### イスラム文化との関係
ギリシアをはじめとする古典的な知の遺産は、そのほとんどが8世紀から9世紀にかけてアラビア語に次々と翻訳され、初期のイスラーム文化の発達に多大なる貢献をもたらした。とくに830年にアッバース朝の第7代カリフ・マアムーンによってバグダードに設立された「知恵の館」において膨大な翻訳作業が行われ、知識の継承が急速に進んだ。
古典文献とイスラムの哲学者や科学者たちの思索は、今度は断続的に、9(カロリング朝ルネサンス)、10(マケドニア朝ルネサンス)、12(12世紀ルネサンス)、13から15世紀(パレオロゴス朝ルネサンス)と、次々とラテン語に翻訳された。西ヨーロッパの人たちはイスラムが継承、拡充した古典をラテン語で読むことができるようになった。翻訳作業の大半は、イスラム圏とヨーロッパ大陸を繋ぐ中継基地としての役割を担っていた、イスラム支配下のスペインにおいて行われ、この作業には、それぞれ出身地を異にするイスラム教徒、キリスト教徒、ユダヤ教徒など、数多くの翻訳者集団が参加した。
社会と経済の発達の重要性を痛感していた西洋の社会は初期のイスラム社会と同じように、とりわけ、医学をはじめとする科学的な知識を必要としていた。アリストテレスが魂について哲学的考察を加えた『霊魂論』（これにはイスラムの哲学者イブン・ルシュドが注釈をつけている）、イブン・スィーナーが著した『医学典範』、哲学者であるとともに医師であったアル・ラーズィーが著した『アル・マンスールの書』は、いずれも15世紀から16世紀にかけて翻訳された。
ルネサンス期のヨーロッパの学者たちは、膨大な百科全書のようなギリシア－イスラム文献に取り組み、こうした文献は、最終的には、多くのヨーロッパの言語に翻訳され、印刷技術の飛躍的な革新によってヨーロッパ全土に普及した。イスラム文化が衰退の一途をたどりはじめた時代と相前後してギリシア－イスラムの知の遺産を継承した西洋がルネサンスによって旺盛な活力を獲得し、イスラム文化にとって代わって世界史の表舞台に登場したことは歴史の皮肉にほかならない。

### ギリシア文化との関係
文芸復興初期においてはギリシアとイタリア等西欧諸国との関係は薄く、上述のようにアラビア語を介しての文化伝達に過ぎなかった。しかし、1397年に東ローマ帝国からギリシア語学者のマヌエル・クリュソロラスがフィレンツェに招聘されてギリシア語学校を開いてから、イタリアにおいてギリシア語学習が行われるようになった。東ローマ帝国に保管・継承されていたギリシア語の古典文献の読解が可能となり、ルネサンスの一助となった。
とくに1453年のコンスタンティノープルの陥落による東ローマ帝国の滅亡によって、東ローマ帝国から優れた学者がイタリア半島に相次いで移住し、古典文献の研究は大きく進んだ。

## 歴史
ルネサンスは、西欧世界の進行方向を決定付けるような、文化史・精神史の上での一大事件であった。まず、イタリア・ルネサンスと呼ばれる事象の興り・発展・終焉、次に、イタリア以外での西欧諸国のルネサンスの受容と発展の様相を見る。

### イタリア

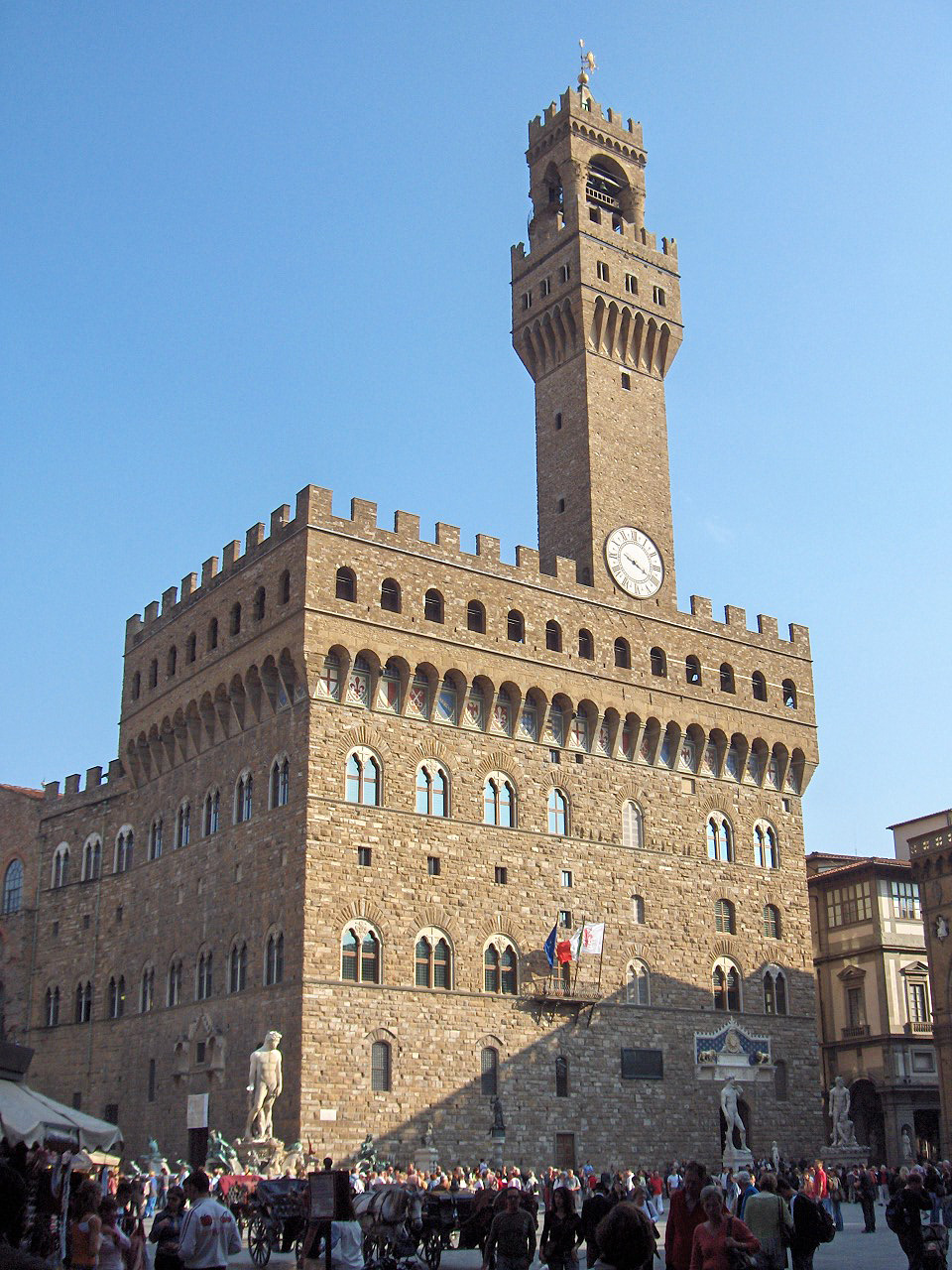
ルネサンスの中心都市であったフィレンツェ

1095年の第1回十字軍によるシリア・パレスチナ侵攻とエルサレム占領によって、ヨーロッパ世界は中東とのつながりが強まり、貿易の活発化とそれに伴う貨幣経済の浸透が起きて、都市化の進展と識字率の向上がもたらされた。これによって大学の設立や、パレルモやトレドといったイスラムに近い諸都市におけるギリシア・イスラム文献の翻訳が盛んにおこなわれるようになり、12世紀ルネサンスが起こった。シチリア王・神聖ローマ帝国皇帝のフェデリーコ2世（1194年 - 1250年）は最初のルネサンス型万能人とされ、学業を振興しナポリ大学の設立や翻訳事業の推進を行う一方、自らも数学などの研究を行い、多くの分野で足跡を残した。
上記の経済発展と都市化の流れはイタリアにおいてより顕著であり、11世紀以降半島各地に自治都市国家が成立するようになる。14世紀以降、ルネサンス（イタリア語でリナシメント rinascimento）の中心地となったのは、地中海貿易で繁栄したこれらイタリアの諸都市である。特にフィレンツェは、毛織物業と銀行業が盛んになり、大きな経済力を持っていた。
フィレンツェ出身の詩人ダンテ（1265年 - 1321年）が政敵によってフィレンツェを追放され、流浪の生活の中で代表作「神曲」を完成させた。古代ローマの詩人・ウェルギリウスが地獄・煉獄巡りの案内人として登場し、主人公が地獄・煉獄から魂の浄化を経て天国へ昇ってゆくという内容であり、ローマの古典文学とキリスト教による救済との調和を図った一大叙事詩である。続いてペトラルカ（1304年 - 1374年）は古典古代の時代こそ人間性が肯定されていた理想の時代であり、中世（キリスト教公認以降のローマ帝国が衰退した時代）を暗黒時代と考えた。ペトラルカは修道院に保管されていた古代の文献を収集し、ラテン語による詩作、著述を行ったが、このように古典の教養を持ち、人間の生き方について思索する知識人を人文主義者（Umanista ウマニスタ）と呼ぶようになった。また、1453年のコンスタンティノープルの陥落（東ローマ帝国滅亡）の前後には、東ローマから多数のギリシャ人の知識人がイタリアへ亡命してきた。末期の東ローマ帝国では古代ギリシア文化の研究が盛んになっており（パレオロゴス朝ルネサンス）、彼等が携えてきた古代ギリシア・ローマの書物や知識は古代文化の研究を活発化させた。人文主義者の一人、マルシリオ・フィチーノ（1433年 - 1499年）はメディチ家の庇護のもとでプラトンやプロティノスの著作を翻訳し、プラトン・アカデミーの中心人物として新プラトン主義の盛行をもたらした。
イタリアは古代ローマ帝国の文化が栄えた土地で、古代の遺物も多く、彫刻家、建築家らはこれらから多くを学ぶことができた。建築の分野ではフィリッポ・ブルネレスキがルネサンスの建築家の始めとされる。ブルネレスキは当時困難とされていた、フィレンツェのサンタ・マリア・デル・フィオーレ大聖堂に大ドームをかけるという課題に合理的な解決をもたらして1436年に頭頂部を残し完成させた。中世の職人とは異なる、高い教養と科学的知識を持つ建築家の誕生である。「人間はあらゆるものになる可能性を持っている」と説いた人文主義者アルベルティは建築論と実作、絵画論など多くの分野で業績を挙げており、ルネサンスの理想である「万能の天才」の一典型とされる。また、ミケランジェロ、レオナルド・ダ・ヴィンチ、ラファエロはそれぞれ絵画、建築、彫刻など多方面での才能を発揮した。

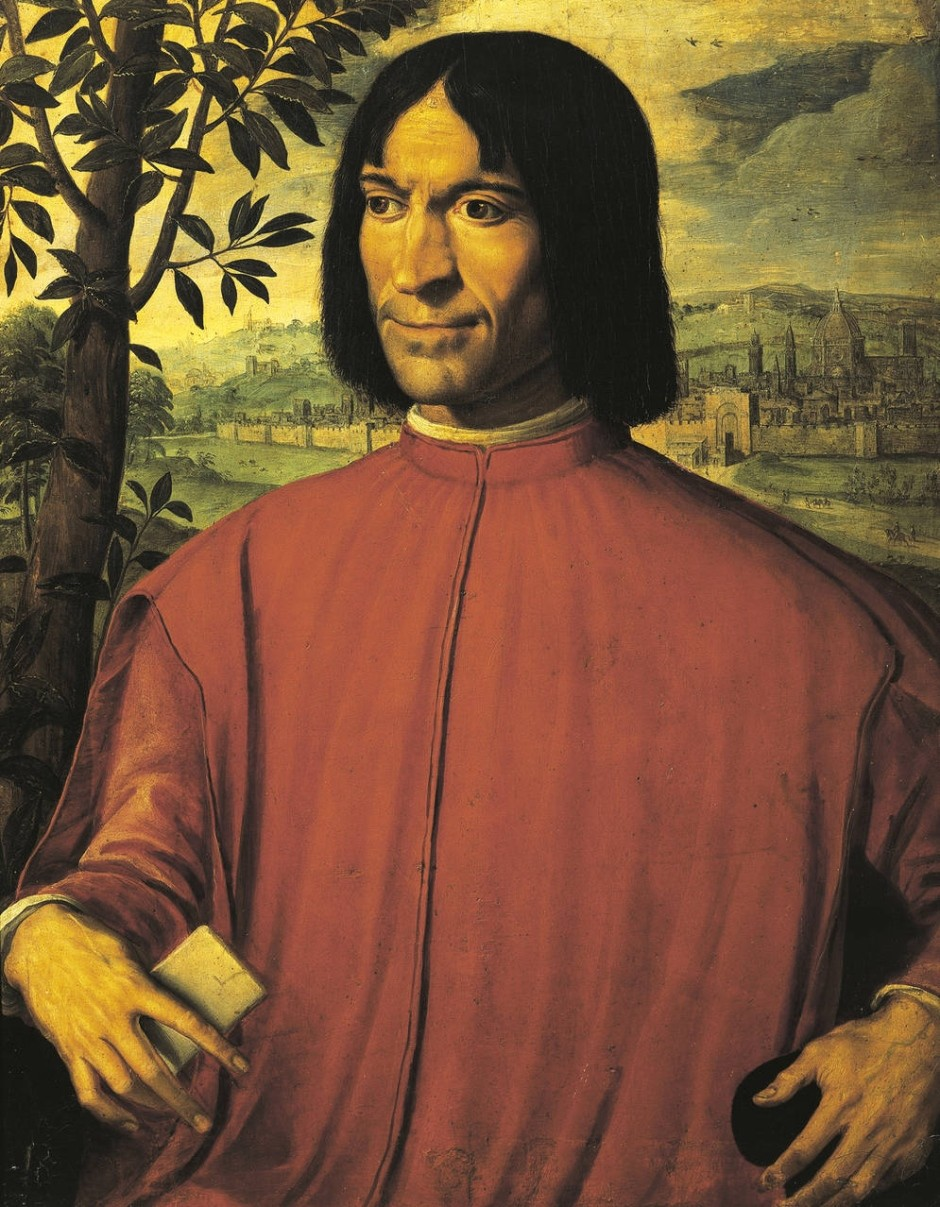
フィレンツェ・ルネサンスの黄金時代を築いたロレンツォ・デ・メディチ

#### 音楽分野
音楽の分野での「ルネサンス音楽」という用語は、ルネサンス期に作られた音楽という意味合いが強く、実際に音楽家たちが「復興」を意識するようになったのはルネサンス末期である。16世紀後半のフィレンツェで、ジョヴァンニ・デ・バルディ伯をパトロンとして、カメラータと呼ばれる研究グループが結成され、「古代ギリシア音楽の復興」を目指す試みがなされた。主要なメンバーは、ジュリオ・カッチーニ、リュート奏者ヴィンチェンツォ・ガリレイ（科学者ガリレオ・ガリレイの父）、ピエトロ・ストロッツィである。彼らは従来のポリフォニー音楽では均整の取れた美しさと引き換えに歌詞が聞き取りづらいことを批判して、より人間の感情を強調できるモノディ様式とよばれる独唱のスタイルを生み出し、その成果はバロック音楽への発展に繋がった。また、カメラータの活動に刺激された同時代の作曲家は、ギリシア悲劇を思想上の範としてオペラを創出し、ヤコポ・ペーリの『ダフネ』（確認できるうちでは最古のオペラ）や、クラウディオ・モンテヴェルディの『ポッペーアの戴冠』といった傑作が生まれた。

#### ルネサンスが起こった都市
イタリアでルネサンス文化が開花したのは、フィレンツェ、ミラノ、ローマ、ヴェネツィア、ナポリ、フェラーラなどの都市である（すべての都市ではない）。学芸を愛好し、芸術家たちを育てたパトロンとして、フィレンツェのメディチ家、ミラノのスフォルツァ家、フェッラーラのエステ家などが知られている。15世紀末にはジロラモ・サヴォナローラの改革によりフィレンツェの芸術は衰退し、フランスとの抗争でミラノのスフォルツァ家も追放された（1515年）が、このころには教皇の中にもルネサンス教皇と呼ばれる文芸保護に力を尽くした教皇が出現し、ローマではサン・ピエトロ大聖堂などの建設が行われ、多くの芸術家を集めることになった。
ローマ劫掠（1527年）によりローマは一時荒廃したが、ヴェネツィア共和国やトスカーナ大公国（フィレンツェ）で美術の隆盛が見られた。
宗教改革により打撃を受けたローマ教会も、トリエント公会議により体制を立て直し、新大陸からもたらされる莫大な富を背景に、16世紀から17世紀にかけてバロック美術の時代に入る。しかし、文化の中心地は次第にフランスをはじめ北方の国へ移っていった。
ルネサンスのイタリアは文化の先進国としてヨーロッパを近代に導く役割を果たしたが、国内は教皇領や小国に分裂し、またイタリア戦争後は外国の勢力下に置かれたため国家統一が遅れ、政治・社会の近代化では立ち遅れる結果になったのである。1600年には宇宙の無限性を唱えたジョルダーノ・ブルーノが異端として火刑に処せられた。イタリアにおいては自由な科学研究も困難であることが示され、ルネサンスの時代は終焉を迎えたというべきであろう（ガリレオ・ガリレイの項目も参照）。
ルネサンスの時代は明るい時代ではなく、ペストの流行や（ニッコロ・マキャヴェッリが『君主論』を著したことで知られるように）政争、戦乱の続く波乱の時代であった。文化を享受していたのも宮廷や教皇庁など一部の人々に過ぎず、魔術や迷信もまだ強く信じられていた。

### その他の西欧諸国のルネサンス

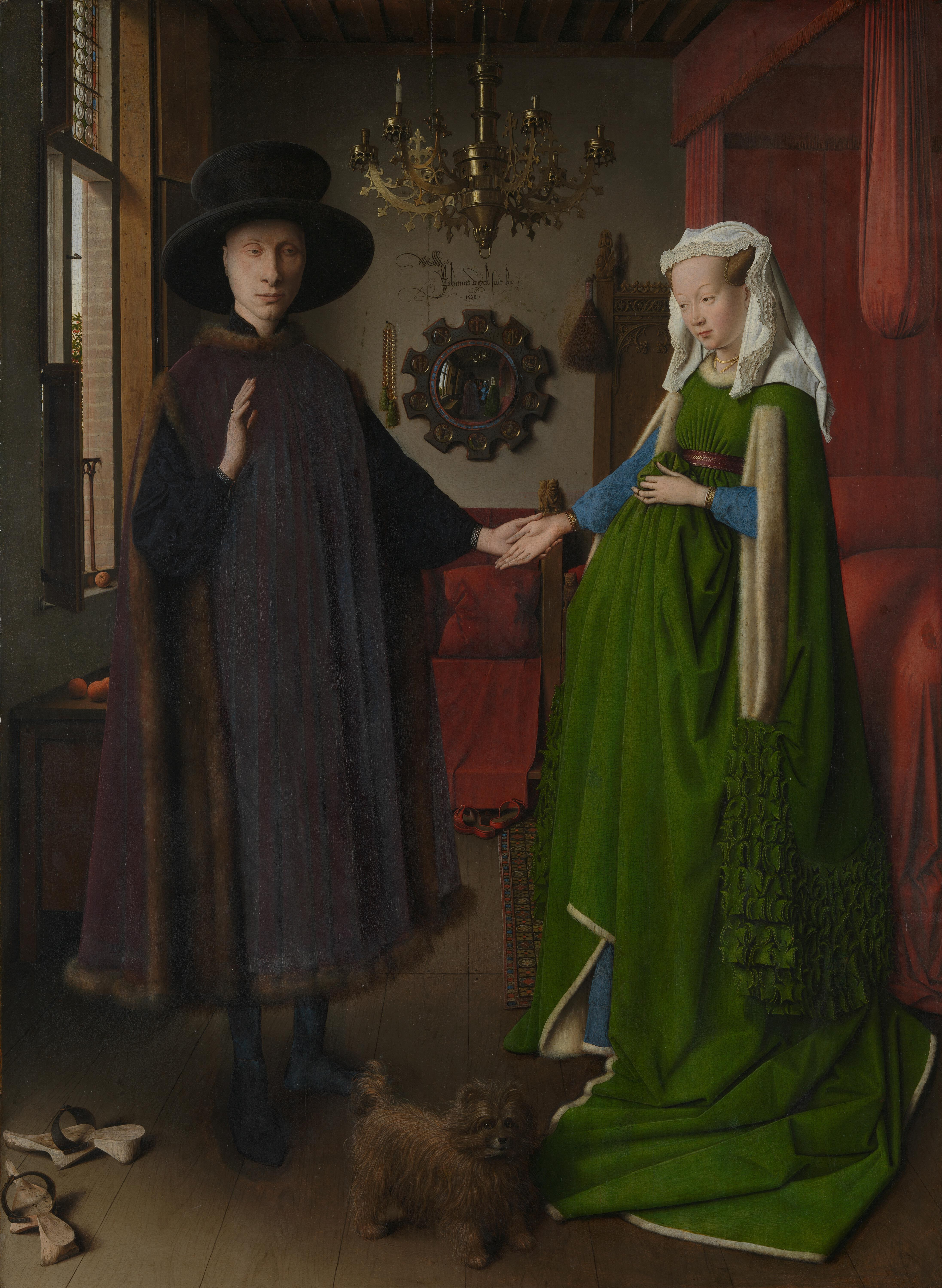
アルノルフィニ夫妻の肖像、ヤン・ファン・エイク、1434年

一般に、15世紀末から16世紀には、程度の差はあるが、ルネサンスの文化はアルプス以北の西欧や一部東欧諸国にも波及したと考えられている（北方ルネサンス）。
また、ルネサンスと宗教改革の関連についても議論がある。特にアルプス以北の諸国において、ルネサンスの一部である人文主義の研究は、宗教上のものと結びつきやすかった。とくにネーデルラントにおけるエラスムスの研究は、ルターやカルヴァン、ツヴィングリなど多くの宗教改革者に影響を与え、宗教改革の発端を作ったと考えられている。しかし一方で、宗教改革者と人文主義者との関係は必ずしも良好ではなく、ルターとエラスムスもお互いを敬して遠ざけた後、1524年から1525年にかけての自由意思をめぐる一連の論争で完全に袂を分かった。
以下に、一般に「ルネサンス」と評される各国の文化を挙げる。必ずしも古典の復興を目指したものとは限らないが、イタリア・ルネサンスに触発され発達したものや、明らかに中世文化とは異なる特徴を持つものなどが含まれる。これらは一時的な流行、単なる模倣に留まらず、各国の国民文化の核にもなっていったものである。
ネーデルラント
1384年から1477年までブルゴーニュ領にあったフランドルでは、毛織物工業と貿易が活発であり、豊かな文化が花開いた。
絵画15世紀のフーベルト、ヤンのファン・エイク兄弟が油絵の技法を完成させた。このころの初期フランドル派はイタリアと並び立つ水準にあり、むしろイタリア絵画に大きな影響を与えるほどであった（ただし、初期フランドルの絵画には古典の復興という要素がないため、中世末期の美術と見なす説もある）。それが16世紀頃には逆転し、イタリア・ルネサンスを手本とするようになった。ピーテル・ブリューゲル（1525年?–1569年）もイタリア旅行をした後、独自の農村風景画を描くようになった。
思想新約聖書をギリシア語から翻訳したデジリウ・エラスムス（1466年–1536年）が人文主義者として著名である。古代ギリシア語研究は、キリスト教を原点に遡って再検討することにつながり、次第に中世カトリックの権威を揺るがすものとなった。エラスムスは『痴愚神礼賛』でカトリックの堕落を風刺したが、宗教改革運動を起こしたマルティン・ルターとは袂を分かった。
音楽ネーデルラントの顕著な文化活動に、音楽の勃興と隆盛があった。ルネサンス音楽に関しては、初期から中期にかけてはイタリアよりもネーデルラント、とくにフランドル地域が重要であり、イタリアよりはるかに先行していた。フランドルのルネサンスは音楽から始まったといわれる。ギヨーム・デュファイによって中世西洋音楽からルネサンス音楽への転換がなされ、ジル・バンショワ、アントワーヌ・ビュノワと続くブルゴーニュ楽派、さらにその後のヨハネス・オケゲム、ヤーコプ・オブレヒト、ジョスカン・デ・プレと続くフランドル楽派（この2楽派を総称してネーデルラント楽派ともいう）が隆盛した。
フランス王国
イタリアの先進文化が伝えられ、国王の文芸保護政策もあって文化活動が活発になった16世紀は、フランス・ルネサンスの時代といわれる。

絵画イタリアに侵攻したフランソワ1世の時代（イタリア戦争の項を参照）にレオナルド・ダ・ヴィンチなどが宮廷に招かれ、イタリアのルネサンス美術が伝えられた。その後もロッソ・フィオレンティーノらがイタリアから宮廷に招かれ、マニエリスムの影響を受けたフォンテーヌブロー派が活躍した。
文学古代ギリシアの医学を研究したフランソワ・ラブレー（1483年–1553年）は『ガルガンチュワとパンタグリュエル』を著した。荒唐無稽な巨人の物語であるが、既成の権威を風刺した内容で、活版印刷で刊行され、禁書処分を受けながらも広く読まれた。このほか、16世紀中頃にはロンサールなど古典文学を学んだ若い詩人ら（プレイヤード派）が文学運動を起こした。またアリストテレスの演劇論などが影響を与えた。これらの動向は、17世紀のフランス古典主義文学（コルネイユ、ラシーヌなど）に継承されていった。
思想ユグノー戦争期に生きたミシェル・ド・モンテーニュ（1533年–1592年）は、フランスのルネサンス期を代表する思想家といわれ、セネカらの引用と自己の考察を綴った『エセー』（随想録）で知られる。
ドイツ
絵画
アルブレト・デューラー（1471年–1528年）が有名である。イタリア旅行を経て、ルネサンス絵画に学び、思想的にも深みのある表現に達した。銅版画の「メランコリア I」や油彩の「四人の使徒」などの宗教画がよく知られている。
思想ルターの宗教改革はルネサンスの人文主義者による聖書の原典研究が進んだことが背景にある（前述）。
イングランド
一般にイングランドにおけるルネサンスの最盛期は16世紀のエリザベス朝で、清教徒革命（1642年–1649年）によって幕を下ろしたとされる。
文学ジェフリー・チョーサー（1340年–1400年）がジョヴァンニ・ボッカッチョの影響を受け『カンタベリー物語』を著している。その後、エリザベス朝期には古代ギリシア以来とも言われるほど演劇が盛んになり、古代ローマの思想家でもあるセネカの書いた『オイディプス』等の悲劇が英語に翻訳され、大きな影響を与えた。イングランドの後期ルネサンスを代表する劇作家ウィリアム・シェイクスピア（1564年–1616年）の存在もこの流れの中にある。ただし、シェイクスピア自身はラテン語・ギリシア語についての知識はあまりなく、イタリアを舞台にした劇を書いてはいるが、実際に訪れたことはない。
思想『ユートピア』で知られるトマス・モア（1478年–1535年）は、イングランドの代表的な人文主義者であり、フィチーノの著作に影響を受け、エラスムスと交友を持った。また、フランシス・ベーコン（1561年–1626年）は、セネカの思想の影響を受け、『随想録』を執筆した。
スペイン
絵画エル・グレコ（1541年–1614年）が知られる。クレタ島出身のギリシア人でヴェネツィア・ローマを経てトレドに移り住む。マニエリスムの影響を受けながらも、独自の神秘的な画風を築いた。
文学小説家ミゲル・デ・セルバンテス（1547年–1616年）は、スペインのエラスムス主義者フワン・ロペス・デ・オーヨスの弟子であり、20代初めにローマで枢機卿に仕え、イタリアの先進文化にふれた。1605年に出版された「ドン・キホーテ」は、当時ベストセラーになり、現在では「近代小説の始まり」と評価されている。
俗語で書かれた文芸作品も多く（「神曲」、「デカメロン」、「カンタベリー物語」、「ガルガンチュワ物語」、シェイクスピアの戯曲、「ドン・キホーテ」など）、各国の国語が形成されていった時期に重なっている。一方、各国の知識人が交流する上で、中世以来の国際語であったラテン語の役割も見逃せない。例えば、ネーデルラントのエラスムスとイングランドのトマス・モアはラテン語という共通語があったことで、思想的な交友を持つことができた。
なお、建築の分野では、イタリアで生まれたルネサンス建築が規範となり、他の国にも普及していった。古典様式をいかに理解し消化するかが課題となり、それぞれの国で特色ある様式が生まれた（北方ルネサンス建築の項を参照）。ルネサンス以降、古代ギリシア・ローマを範とする古典主義建築が正統的な建築様式と見なされるようになり、20世紀に至るまで権威を保った。

## ギャラリー

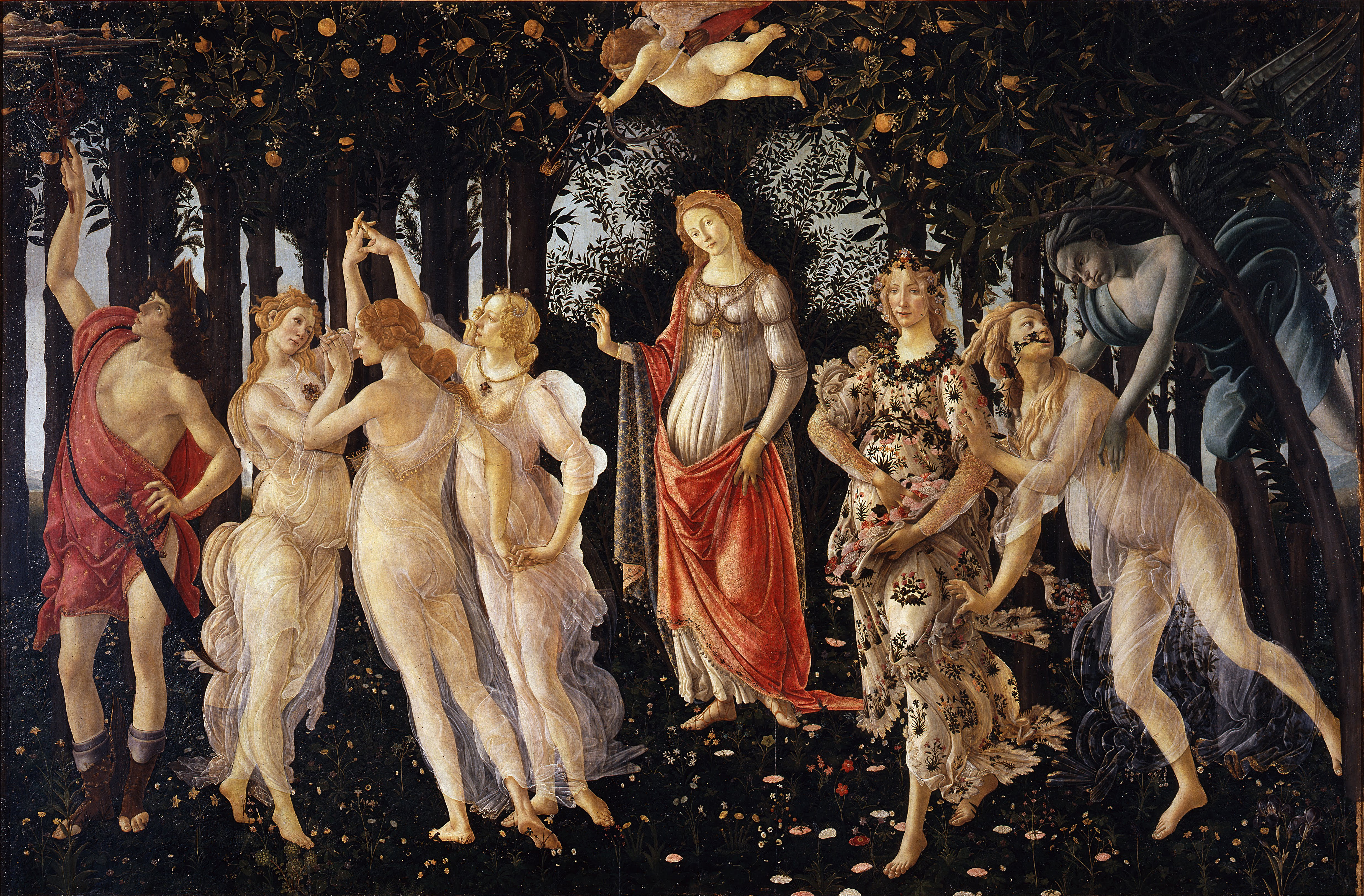
『プリマヴェーラ』 ボッティチェッリ （1477-8年頃、ウフィツィ美術館）
『ヴィーナスの誕生』 ボッティチェッリ （1483年頃、ウフィツィ美術館）
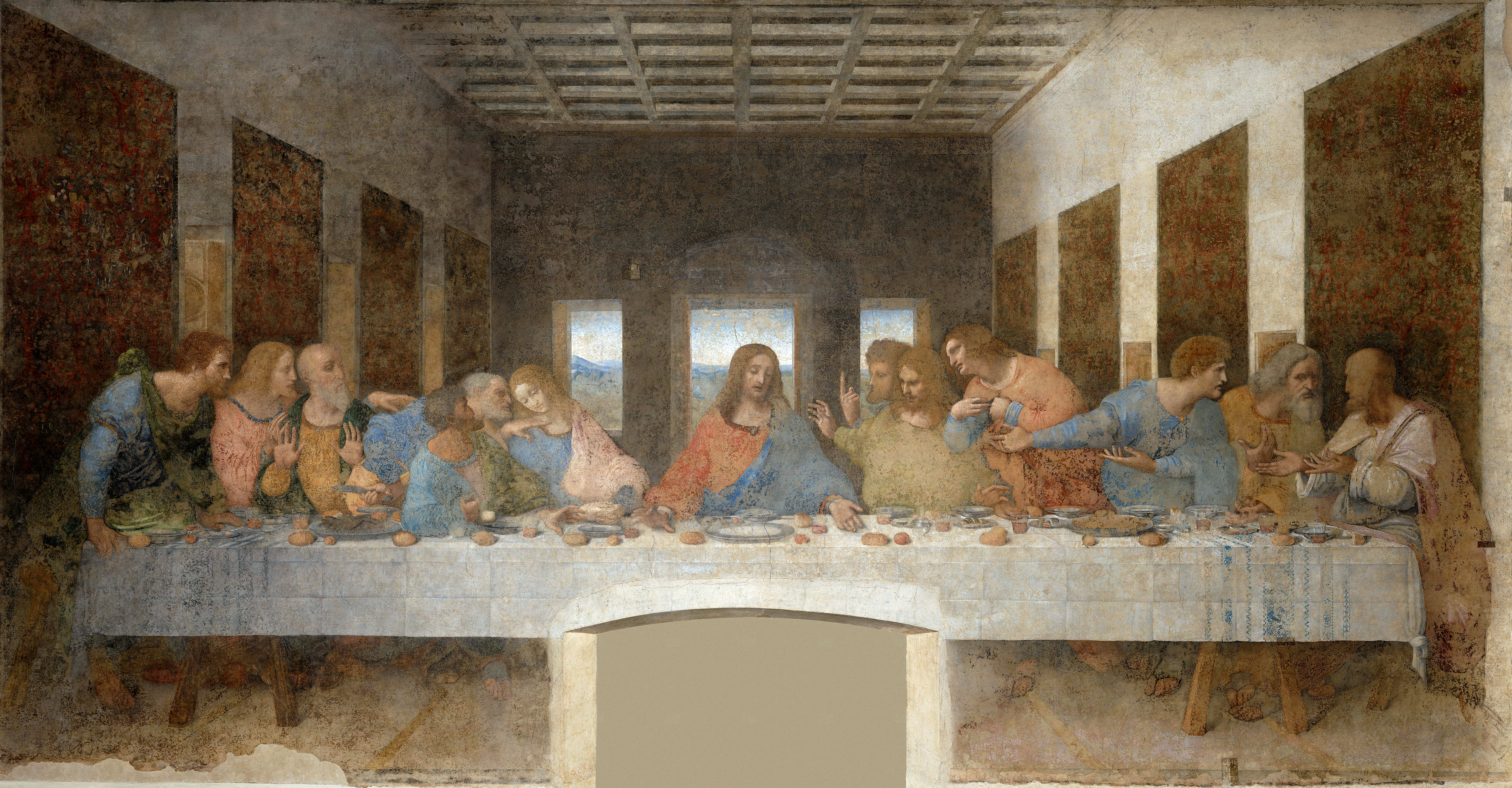
『最後の晩餐』 レオナルド・ダ・ヴィンチ （1495-8年、サンタ・マリア・デッレ・グラツィエ教会）
『モナ・リザ』 レオナルド・ダ・ヴィンチ （1503-6年、ルーヴル美術館）
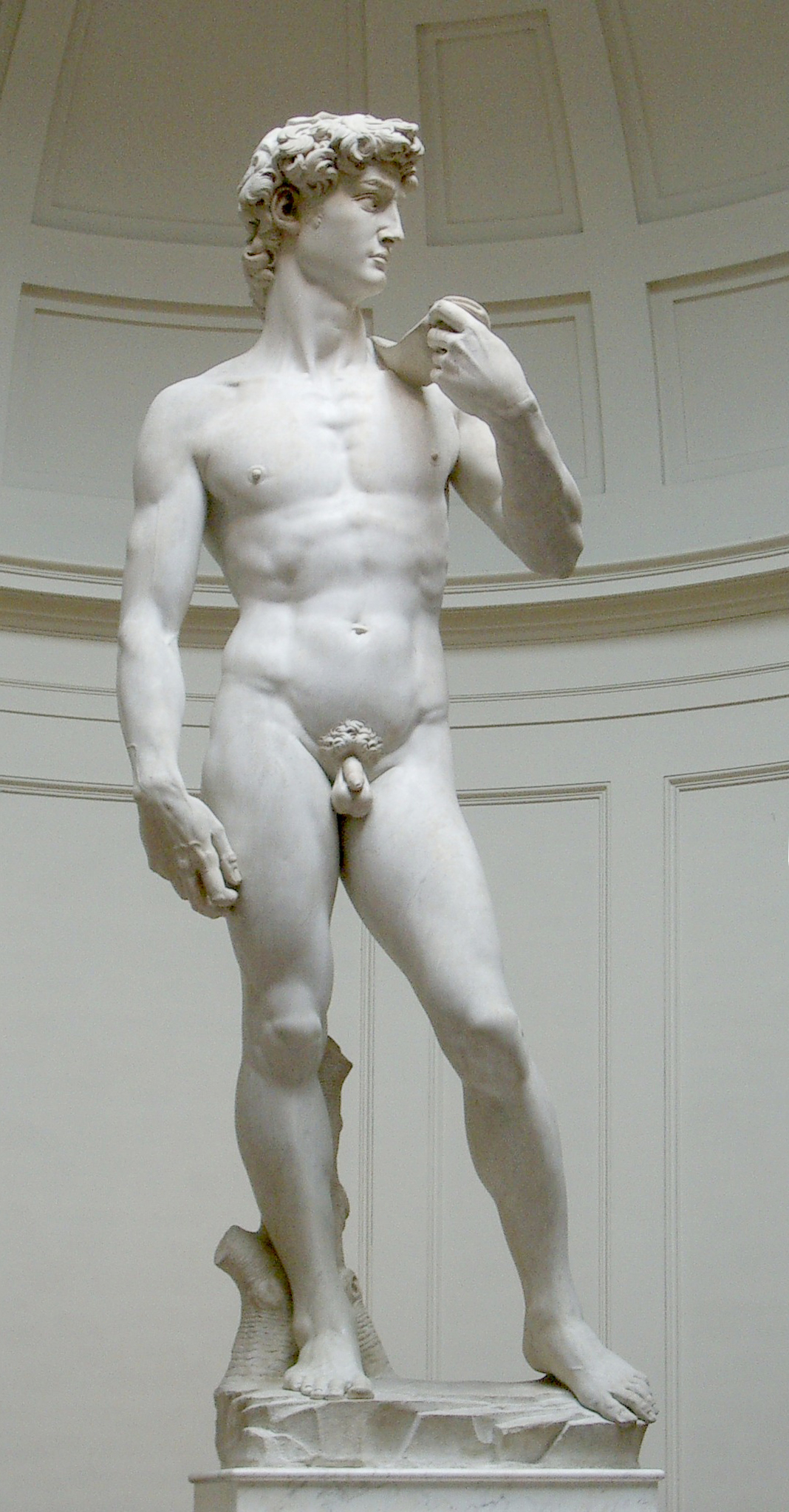
『ダビデ像』 ミケランジェンロ （1501-4年、アカデミア美術館）
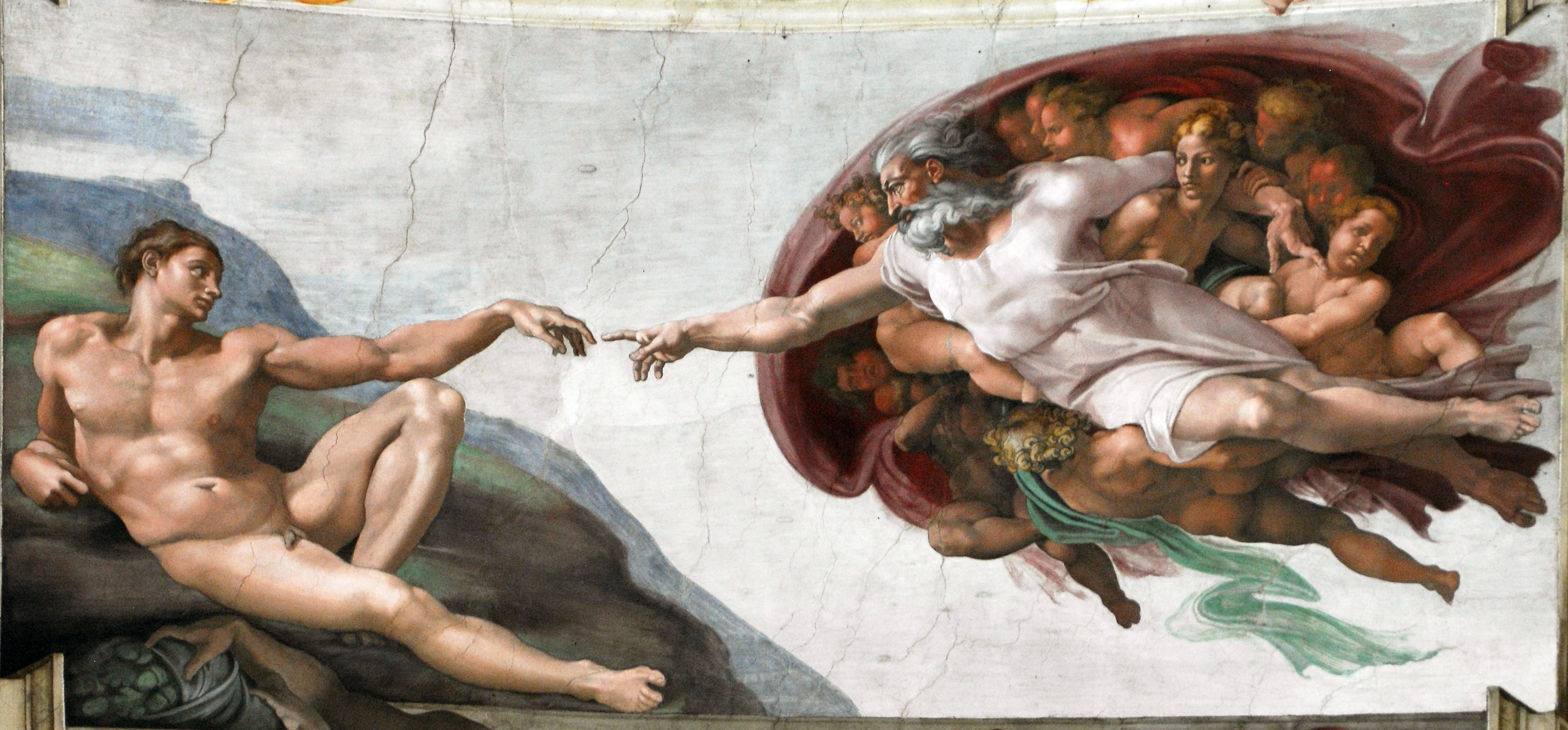
『システィーナ礼拝堂天井画』 ミケランジェンロ （1508-12年、バチカン宮殿）
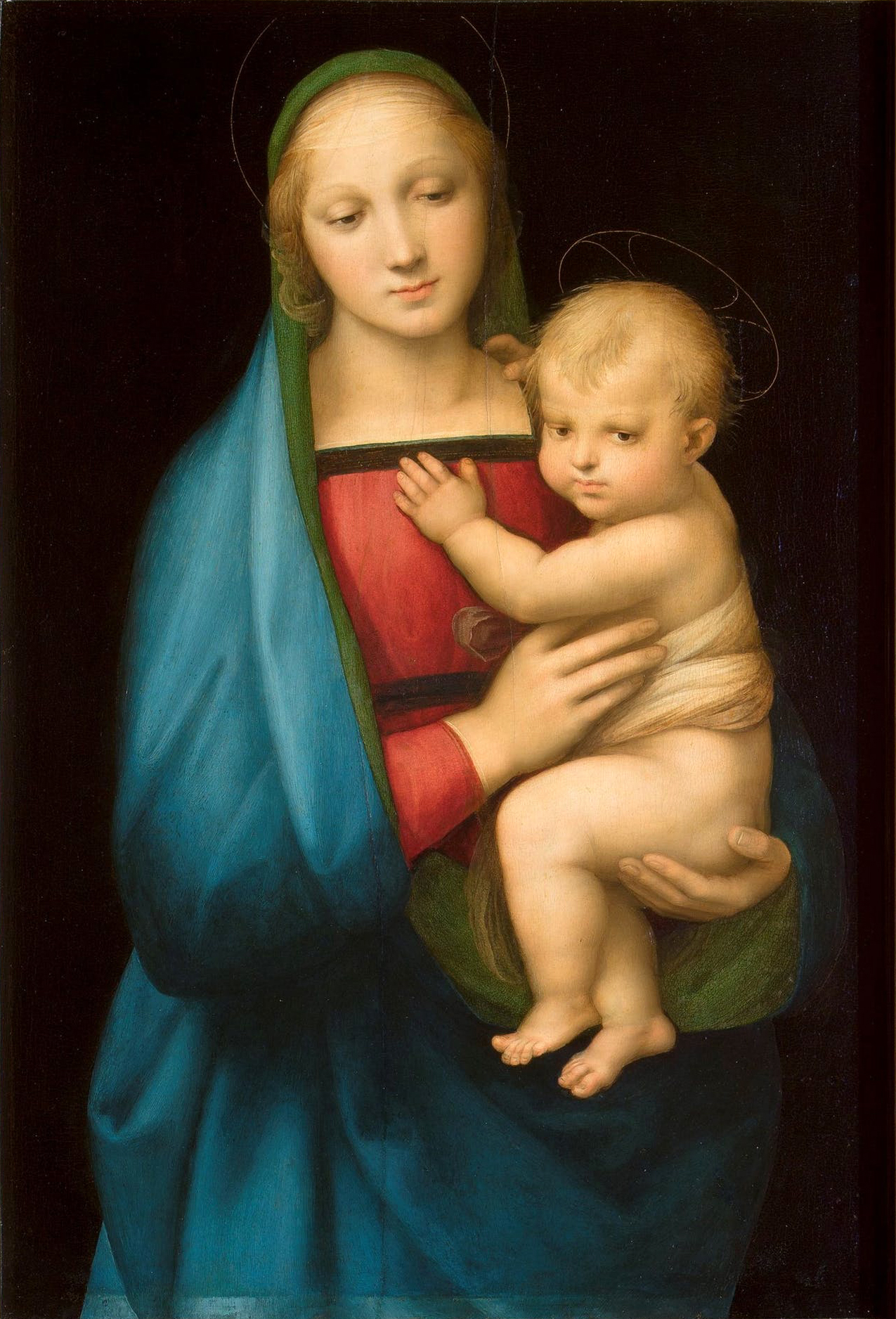
『大公の聖母』 ラファエロ （1504年、ピッティ美術館）
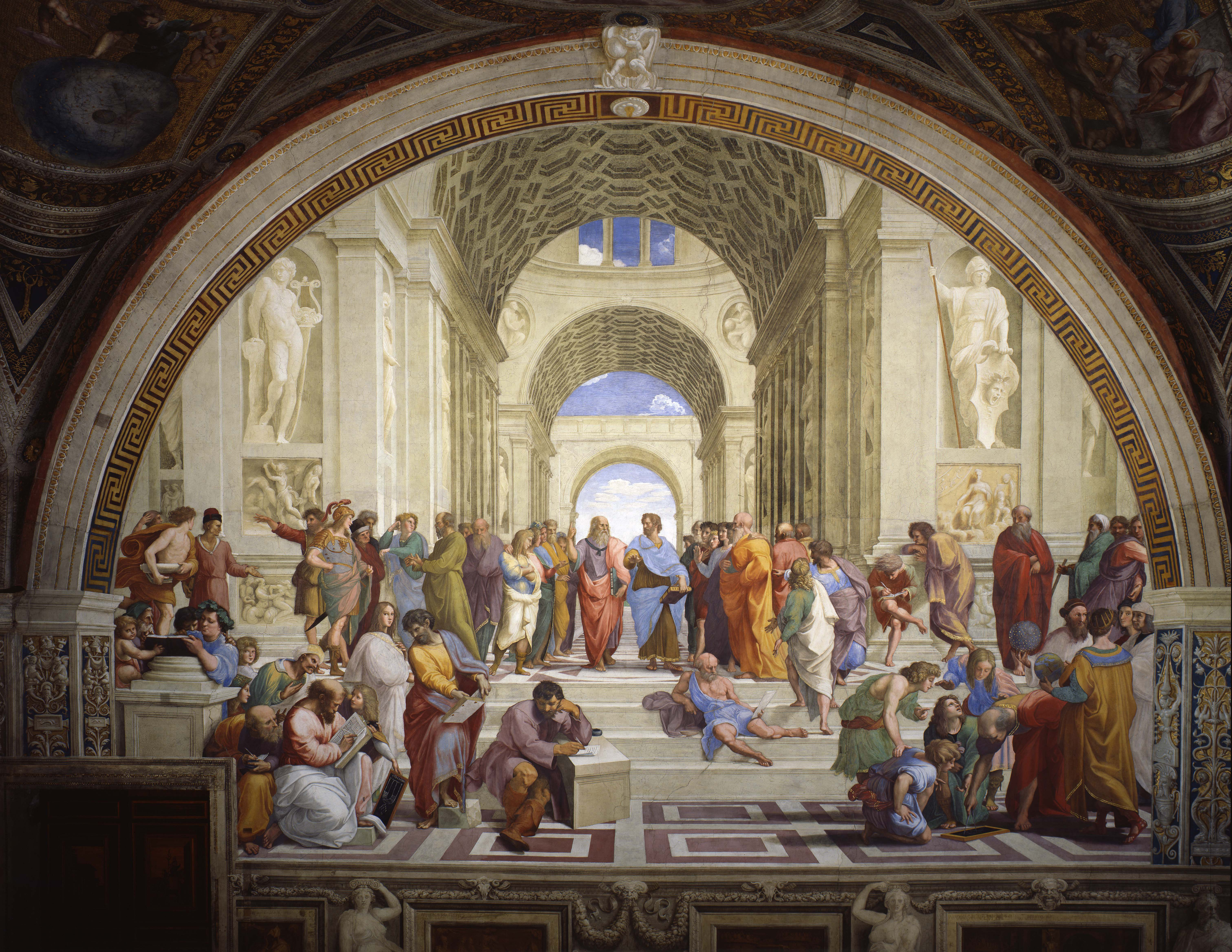
『アテナイの学堂』 ラファエロ （1509-10年、バチカン宮殿）
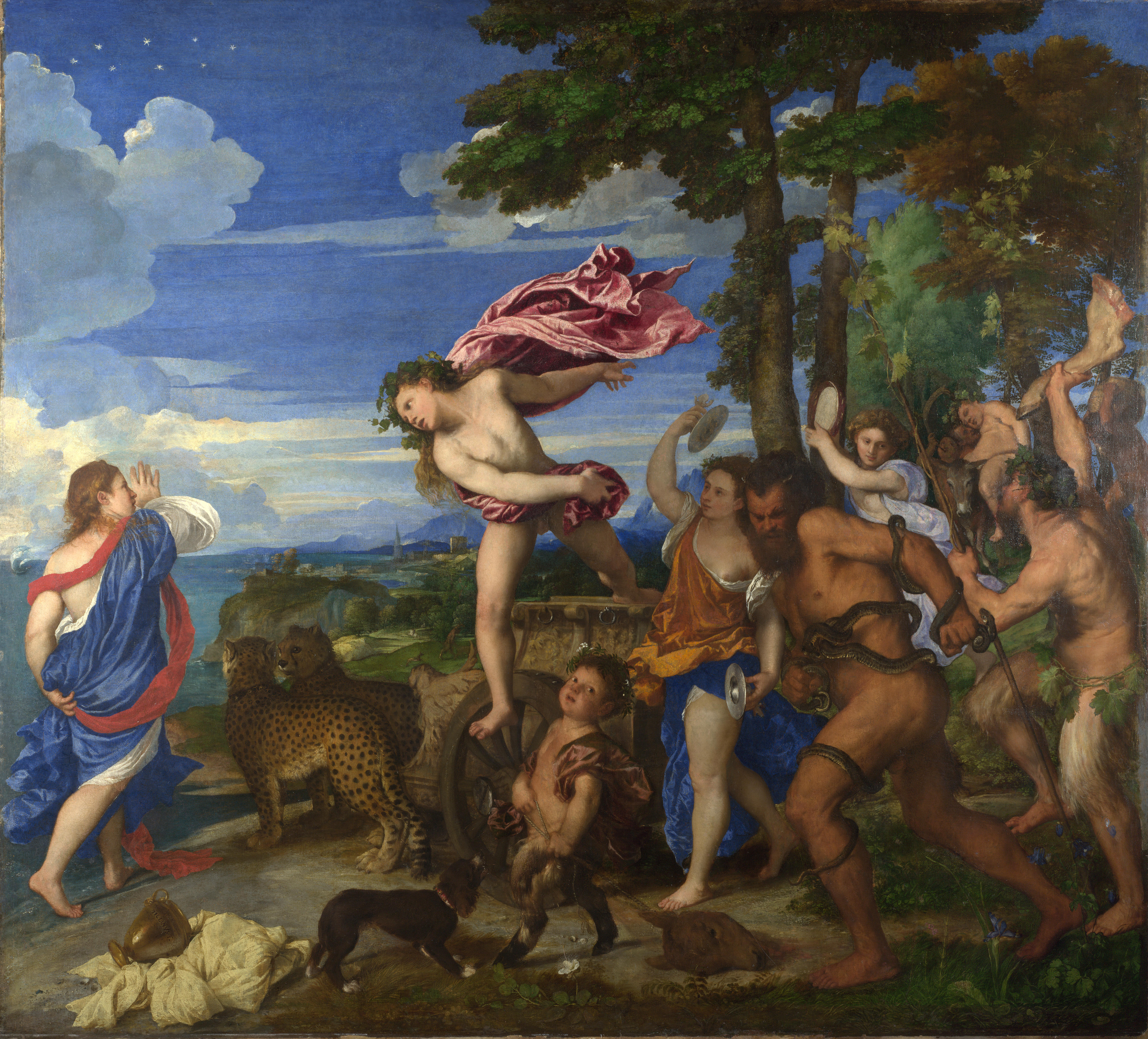
『バッカスとアリアドネ』 ティツィアーノ （1520-3年、ナショナル・ギャラリー）
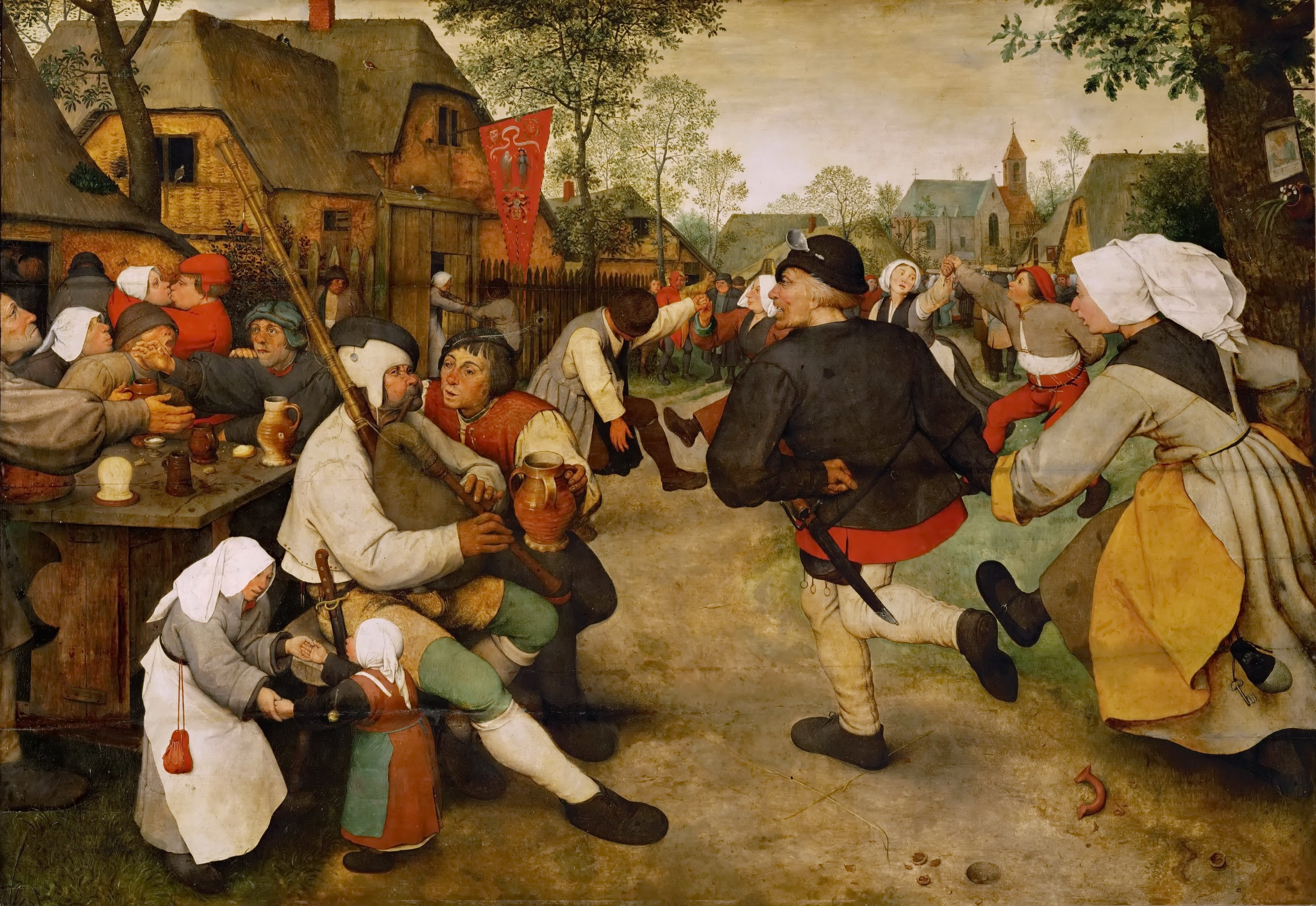
『農民の踊り』 ブリューゲル （1568年、美術史美術館）
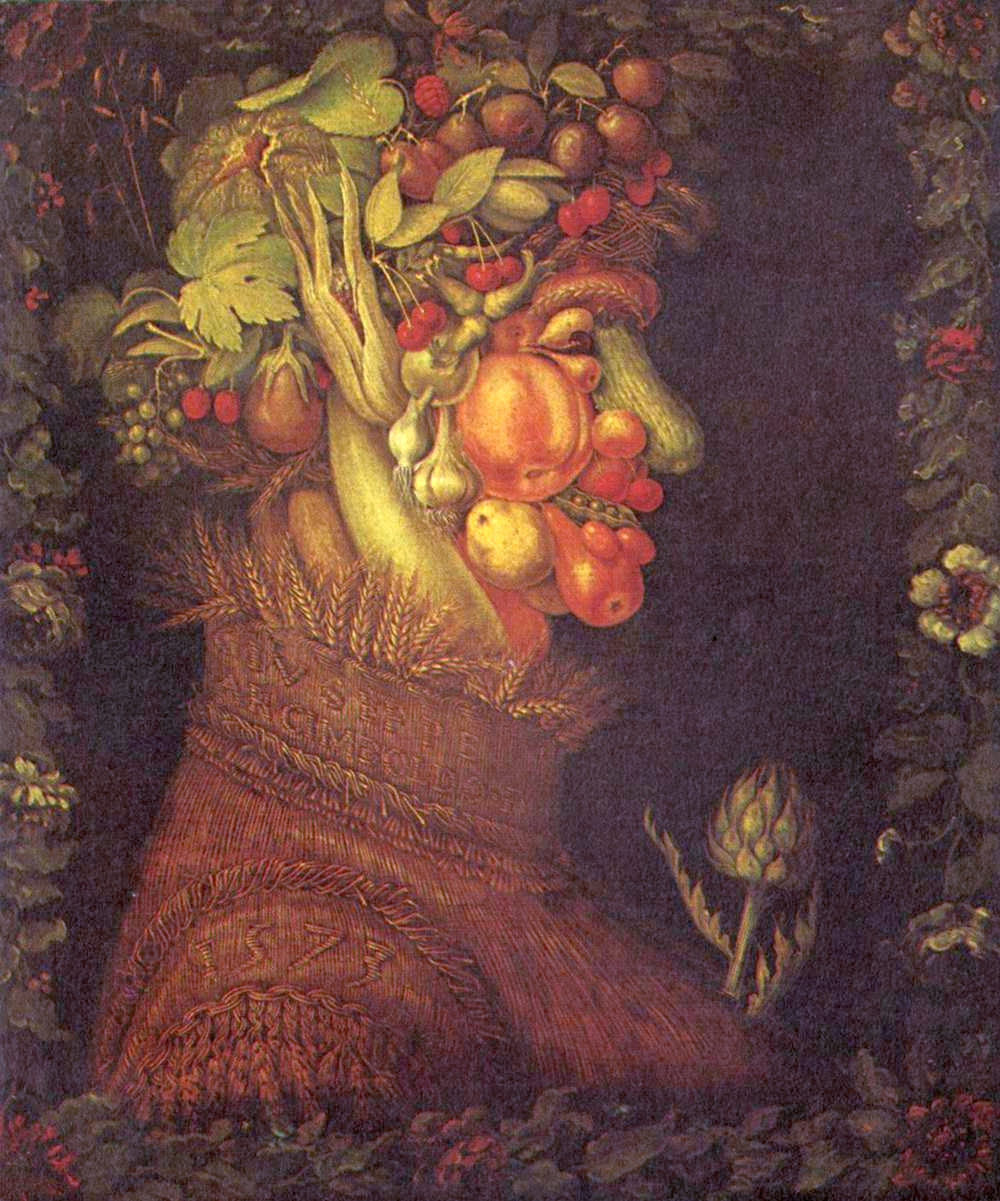
『夏』 アルチンボルド （1573年、ルーヴル美術館）
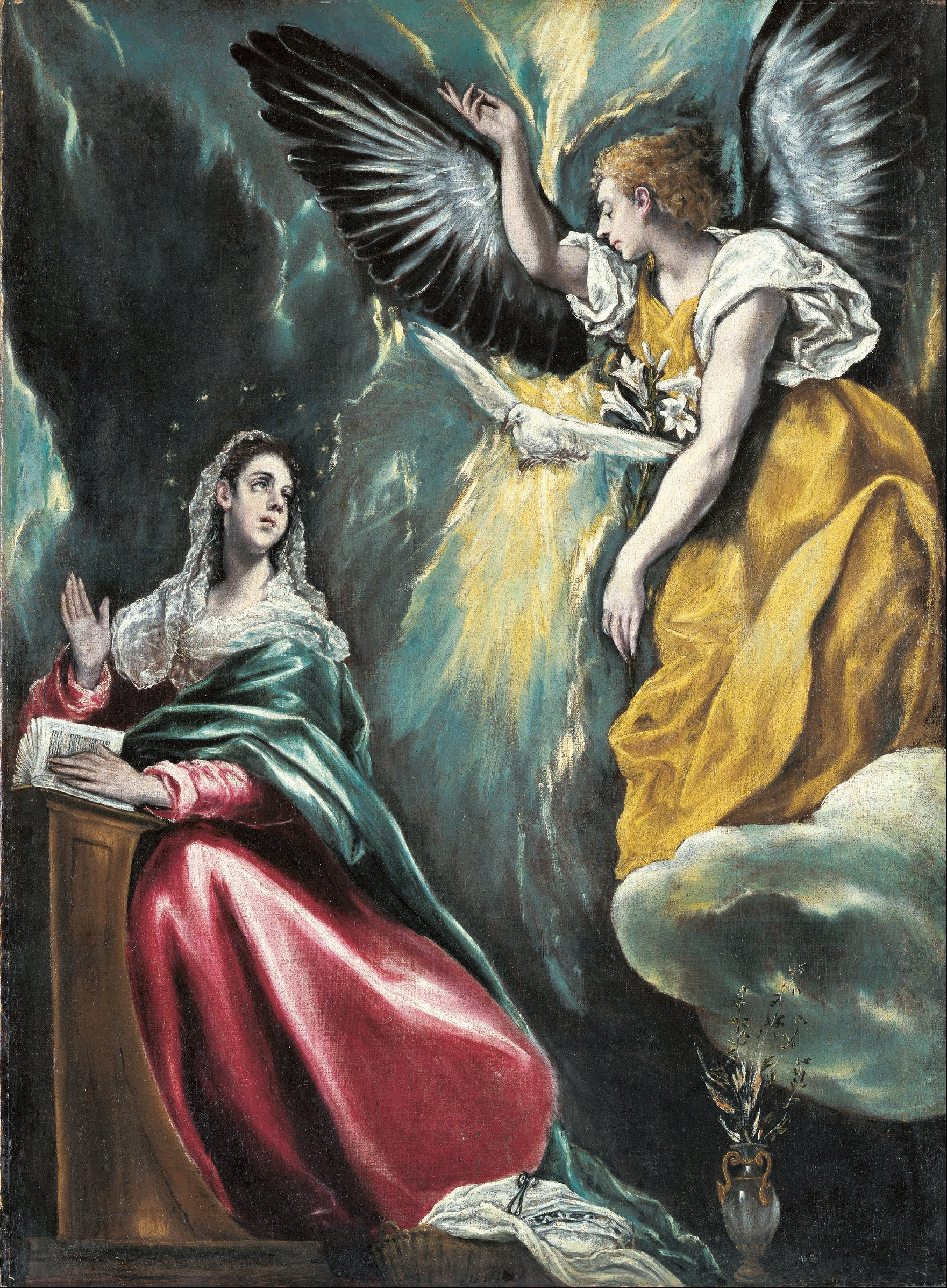
『受胎告知』 エル・グレコ （1590-1603年、大原美術館）
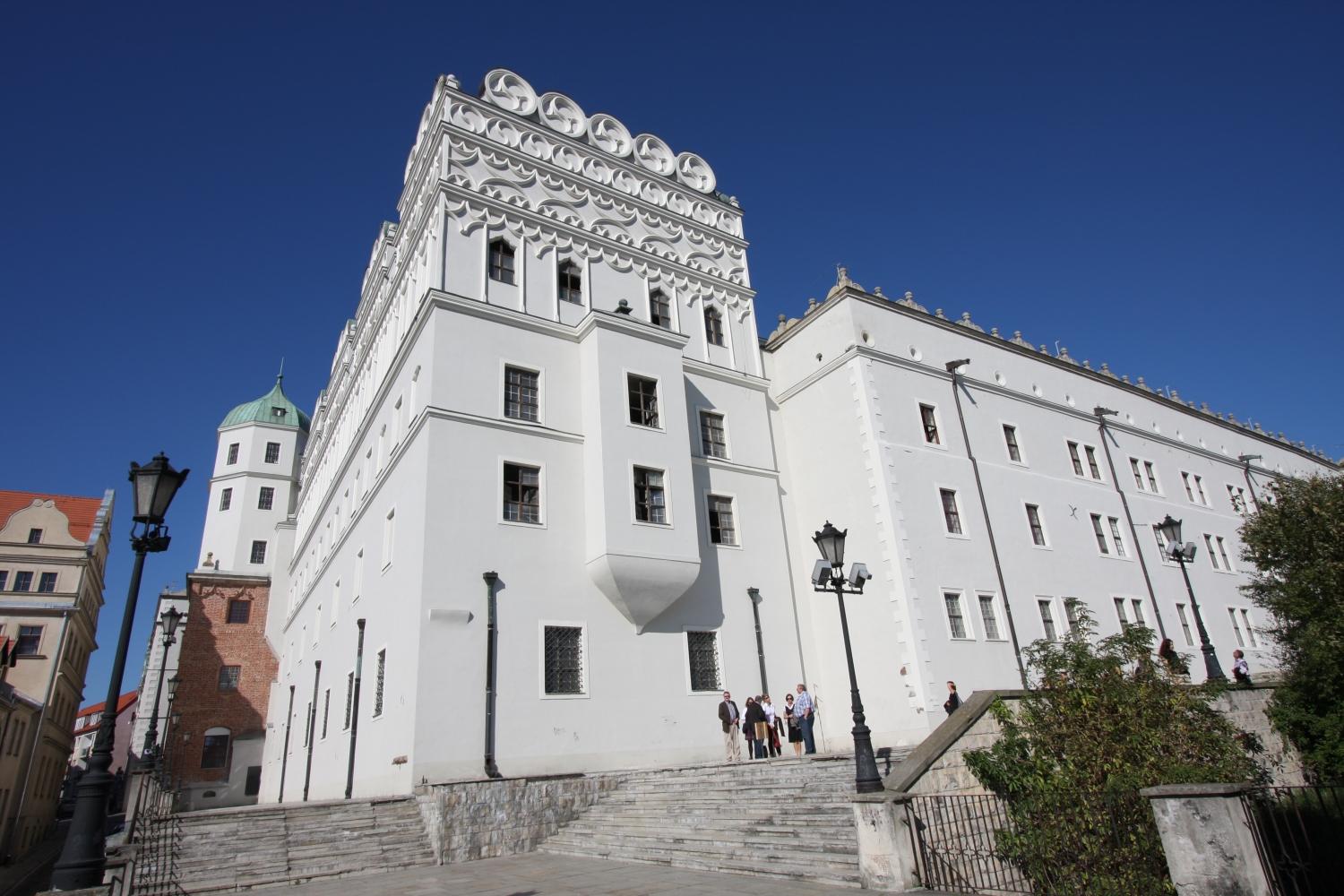
シチェチンの城, ポーランド

## 活躍した人物

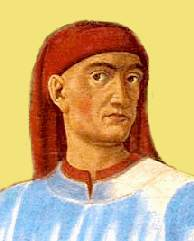
ボッカチオ（1449年の絵画）

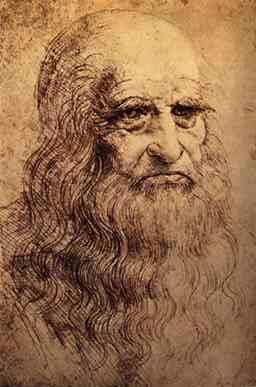
万能人と呼ばれているレオナルド・ダ・ヴィンチの自画像

### 商業・経済
- メディチ家
- ロレンツォ・デ・メディチ

### 思想
- マキャヴェリ 『君主論』
- 人文主義者の項も参照

### 文学
- ダンテ　トスカナ地方の俗語で『神曲』を著し、標準イタリア語の基礎を築いた
- ペトラルカ　古典文学の研究、キケロを賛美した
- ボッカッチョ　『デカメロン』
- アリオスト　『狂えるオルランド』

### 美術
- ジョット
- ボッティチェリ
- ドナテッロ
- レオナルド・ダ・ヴィンチ
- ミケランジェロ
- ラファエロ
- ティツィアーノ
- アルチンボルド

### 音楽
ルネサンス期の器楽曲・声楽曲は、イタリアよりブルゴーニュ、フランドルが中心であった。イタリアではルネサンス後期に至ってようやくパレストリーナが登場した。
- ギヨーム・デュファイ フランドルのカンブレ出身で、20代・30代の大半をイタリアで過ごす。のちカンブレに戻り、ブルゴーニュ楽派の中心になる。
- ジョスカン・デ・プレ
- パレストリーナ
- カメラータ - 16世紀後半にフィレンツェで結成されたグループで、「古代ギリシア音楽の復興」を目的とした。主要メンバーは、ジュリオ・カッチーニとヴィンチェンツォ・ガリレイ。
- ヤコポ・ペーリ - 古代ギリシア悲劇を範に取り、オペラを創出。
- クラウディオ・モンテヴェルディ - ルネサンス後期〜バロック初期の最も重要な作曲家の一人。『ポッペーアの戴冠』は初期オペラの最高傑作の一つとされる。

### 建築
- ブルネレスキ
- アルベルティ
- ブラマンテ
- ミケランジェロ
- パッラーディオ